# 三井E&S
株式会社三井E&S（みついイーアンドエス、MITSUI E&S Co., Ltd.）は、機械、船舶エンジン、エンジニアリングなどを手掛ける三井グループの重工業メーカー。旧三井造船。
旧社名は株式会社三井E&Sホールディングス（みついイーアンドエスホールディングス、Mitsui E&S Holdings Co., Ltd.）。三井造船株式会社（みついぞうせん、Mitsui Engineering & Shipbuilding Co.、Ltd.）が2018年（平成30年）4月1日付をもって持株会社制へ移行した際に旧社名に変更したが、2023年（令和5年）4月1日付で純粋持株会社制を解消し、現社名に変更された。三井グループ中核企業として三井広報委員会に属している。

## 概要
三井物産が岡山県児島郡日比町玉（現・玉野市）に設立した造船部を発祥とし、太平洋戦争時には各種軍用艦の建造に携わった。現在では船舶用ディーゼルエンジンといった船舶分野だけでなく、発電・化学プラントといったエンジニアリング事業や、港湾クレーン、橋梁の建設など社会インフラ事業まで多岐にわたる。
2009年から2019年まで段階的に受注していた、住友商事、関西電力との共同事業であるインドネシア・タンジュン・ジャティＢ石炭火力発電所建設工事において、土木工事不備の重なりにより、累計2000億円を超える損失を計上している。2019年度には自己資本比率が15%まで低下するなど、経営基盤を著しく毀損したため、2022年度までに不採算事業からの撤退、本社・工場・子会社の売却等、計20件・1200億円を超える資産整理を行っている。祖業の造船事業は艦艇を三菱重工業、商船を常石造船に、エンジニアリング・プラント事業は三井住友建設、JFEエンジニアリングに、海洋開発事業の三井海洋開発は商船三井、三井物産にそれぞれ譲渡して撤退しており、現在の主力事業は舶用大型機関と港湾用クレーン、重機械メーカー向けシステム事業である。一連の経営再建策により、2019年時点で1兆円超の売上高は1/3に、13000人の従業員数は1/2まで減少したが、純利益率は41%を達成し、業界トップとなっている。

## 連結子会社

### 機械・システム事業
2023年4月1日付けで三井E&Sマシナリーが三井E&Sに吸収合併されたため、子会社も三井E&Sの傘下に異動している。
- 加地テック
- 三井E&Sパワーシステムズ
- 三井ミーハナイト・メタル
- 三井E&Sテクニカルリサーチ
- 三造加工
- アヅママシナリー
- PACECO Corp.

### 三井E&Sエンジニアリング
エンジニアリング事業を引き継いだ事業会社。プラント建設やスーパーカミオカンデなど素粒子関連の施設の建設も手掛けている。
- 浜松グリーンウェーブ
- DASH Engineering Philippines, Inc.

### 三井E&S DU
2023年4月1日付で、IHI原動機から2ストローク舶用大型エンジン「WinGD」及び4ストロークディーゼルエンジン「S.E.M.T Pielstick」のライセンス、並びにその付随事業を受け継いだ株式会社IPS相生の全株式を取得。同日、社名を株式会社三井E&S DUに改称した。これによりグループの中核事業である舶用大型エンジン部門としては、三井E&S本体の「MAN Energy Solutions」と三井E&S DUの「WinGD」とのダブルライセンスとなった。

### その他
三井E&Sシステム技研株式会社
旧三井造船システム事業本部を基とし、グループ企業のシステム全体を担うのみならず、幅広い業種に対してシステム販売等を行っている。特に造船業向け製造システムでは日本トップクラスであり、ハードウェアから自社生産を行っている。
三井造船特機エンジニアリング
造船操業支援から各種鉄鋼物・機械・パイプの設計、生産まで幅広く業務を行い、設計受託業務も行っている。
TGE Marine Gas Engineering GmbH
ガス運搬船、ガス焚きディーゼルエンジンの燃料系統設計等を得意のする会社で、欧州域内で中小型液化ガス運搬船の設計に多数の実績がある。
他海外拠点多数

## 過去のグループ企業

### 三井海洋開発
2021年11月25日、三井海洋開発の株式を売却し、連結子会社から持分法適用関連会社となった（東証プライム上場要件を満たすため）。
その後2024年5月にも株式を売却し、持分法適用関連会社からも外れた。

### 三井E&S造船（現・常石ソリューションズ東京ベイ）
2021年10月1日に艦艇事業は三菱重工業（三菱重工マリタイムシステムズ）へ譲渡し、撤退。同じく2021年10月1日に船舶・艦艇事業等を除いた商船事業をする同社株式の49%を常石造船へ譲渡。
2022年10月3日、常石造船へ株式17％を追加譲渡し、連結子会社から持分法適用関連会社となり三井E&Sグループから離脱、常石造船の連結子会社となった。社名変更は行っていないが少数の株式を保持するのみで経営、人事、技術等において関連はない。また旧三井造船の承継会社は旧・三井E&Sホールディングスであり、現・三井E&Sのため三井E&S造船ではない。
2025年4月30日、残る34%の株式を常石造船に譲渡することを発表した。これにより三井E&S造船は常石造船の完全子会社となると共に、三井E&Sは造船事業から完全撤退することになる。
2025年6月30日に現商号に変更。
- MES由良ドック（現・常石由良ドッグ）
- MESシッピング（2021年12月特別清算開始）[9]
- 新潟造船
- 三井造船昭島研究所（現・常石造船昭島研究所）

## 沿革
- 1917年（大正6年）11月 - 三井物産の造船部として岡山県児島郡日比町玉（現・玉野市）で創業。
- 1937年（昭和12年）7月31日 - 株式会社玉造船所として独立。初代会長は三井物産常務など[10]三井色は保持。
- 1942年（昭和17年）1月 - 三井造船株式会社に商号変更。
- 1949年（昭和24年）5月 - 東京証券取引所・大阪証券取引所に上場。
- 1952年（昭和27年） - 本社を東京に移転。
- 1960年（昭和35年）11月 - 三井造船エンジニアリング株式会社を設立。
- 1962年（昭和37年）
  - 5月 - 千葉工場操業開始。
  - 10月 - 日本開発機製造株式会社と合併。
- 1964年（昭和39年）2月 - 東海鋳造株式会社（現・三井ミーハナイト・メタル）を設立。
- 1967年（昭和42年）10月 - 株式会社藤永田造船所を合併。
- 1973年（昭和48年）
  - 3月 - 東洋鉄構株式会社（後の三井造船千葉機工エンジニアリング）を設立。
  - 4月 - 修繕船専門工場、由良工場操業開始。
- 1974年（昭和49年）2月 - 播磨工事株式会社を設立。
- 1978年（昭和53年）6月 - 昭島研究所（現・三井造船昭島研究所）開設。
- 1981年（昭和56年）10月 - 大分事業所操業開始。
- 1985年（昭和60年）10月 - 三造環境サービス株式会社（のちの三井E&S環境エンジニアリング）を設立。
- 1986年（昭和61年）5月 - 三造メタル株式会社（のちに三井ミーハナイト・メタルに吸収合併）を設立。
- 1987年（昭和62年）6月 - 三井造船プラント工事株式会社（のちの三井E&Sプラントエンジニアリング）を設立。
- 1988年（昭和63年）
  - 10月 - 
    - 株式会社大分三井造船（後に三井造船に吸収合併）、株式会社由良三井造船（その後、エム・イー・エス由良、MES-KHI由良ドックを経て、MES由良ドック）を設立。
    - 三井物産と共同でPACECO.CORP.を設立。

  - 12月 - 株式会社モデック（現・三井海洋開発）に経営参加。
- 1989年（平成元年）12月 - デンマークのBurmeister & Wain Scandinavian Contractor A/S を買収。
- 1990年（平成2年）
  - 4月 - MES Engineering Inc.（現・Engineers and Constructors International, Inc.）をアメリカに設立。
  - 12月 - 三幸実業株式会社の出資により三幸物流株式会社を設立。
- 1992年（平成4年）10月 - 三幸実業を合併。
- 1994年（平成6年）11月 - 三井造船鉄構工事株式会社（後の株式会社三井E&S鉄構エンジニアリング、現三井住友建設鉄構エンジニアリング株式会社）と共同で三造リフレ株式会社を設立。
- 1995年（平成7年）
  - 3月 - 株式会社エム・ディー特機（現・三井E&Sパワーシステムズ）を設立。
  - 9月 - イギリスのBabcock Energy Limited（のちのMitsui Babcock Energy Limited）を買収。
- 1997年（平成9年）7月 - 日本初のキルン式ガス化溶融炉を福岡県八女西部広域事務組合から受注。
- 2001年（平成13年）1月 - 三井造船プラントエンジニアリングが、三井造船エンジニアリングと合併。
- 2002年（平成14年）1月 - 三井造船鉄構工事が、三造リフレ及び株式会社運搬機エンジニアリングの2社と合併。
- 2003年（平成15年）4月 - 新潟鐵工所から造船事業の営業譲渡を受け、新潟造船株式会社設立。
- 2004年（平成16年）
  - 4月 - 鹿島建設、三井物産との共同出資により市原グリーン電力株式会社設立。
  - 9月 - ドーピー建設工業株式会社の株式を取得（後に連結子会社化）。
- 2007年（平成19年） - イギリスのMitsui Babcock Energy Limitedを売却。
- 2011年（平成23年）6月 - 戸田工業との共同出資でM&Tオリビン株式会社を設立
- 2012年（平成24年）7月 - 国内鋼製橋梁事業・沿岸製品事業を三井造船鉄構エンジニアリングへ吸収分割により承継。
- 2013年（平成25年）1月 - 大阪証券取引所・名古屋証券取引所・福岡証券取引所・札幌証券取引所での上場廃止（申請に基づく）。
- 2014年（平成26年）3月 - 昭和飛行機工業株式会社を連結子会社化。
- 2015年（平成27年）4月 - 株式会社エム・イー・エス由良が川崎重工業との合弁会社となり、MES-KHI由良ドック株式会社に商号変更。
- 2017年（平成29年）3月 - 株式会社加地テックを連結子会社化。
- 2018年（平成30年）4月 - 純粋持株会社化、株式会社三井E&Sホールディングスへ社名変更。
- 2019年（令和元年）12月 - Engineers and Constructors International, Inc.の全保有株式を譲渡。
- 2020年（令和2年）
  - 2月 - 千葉工場での造船事業終了を決定[11]。
  - 3月 - BCPEプラネットケイマンが実施した株式公開買付けにより、昭和飛行機工業がグループから離脱。
  - 3月31日 - 三井E&Sエンジニアリングが、子会社の三井E&Sプラントエンジニアリングの全株式をJFEエンジニアリングに譲渡。のちに同社はJFEプロジェクトワン株式会社に社名変更。
  - 10月 - 三井E&S鉄構エンジニアリング株式の70%を三井住友建設に譲渡[12]。のちに同社は現三井住友建設鉄構エンジニアリング株式会社に社名変更。
- 2021年（令和3年）
  - 3月 - 三井E&S造船の艦艇事業を会社分割し、新会社株式を三菱重工業に譲渡することで合意[13][14][15][16][17]。
  - 4月1日 - 
    - MES-KHI由良ドックについて川崎重工業との合弁を終了。同社を三井E&S造船の完全子会社化し、MES由良ドック株式会社へ商号変更。
    - 三井E&Sエンジニアリングが、子会社の三井E&S環境エンジニアリングの全株式をJFEエンジニアリングに譲渡[18]。のちに同社はJFE環境テクノロジー株式会社に社名変更。

  - 4月23日 - 艦艇事業譲渡後の三井E&S造船の株式の49%を常石造船に譲渡することで合意[19]。
  - 10月1日 - 三井E&S造船の艦艇事業の三菱重工業への譲渡が完了[20]。また、艦艇事業等を除いた商船事業を主な事業とする同社株式の49%の常石造船への譲渡が完了[21]。これにより、三井E&S造船の船舶分野では、造船事業から事実上撤退し、船舶の設計エンジニアリングサービスや舶用機器が主な事業となる。
  - 11月25日 - 三井海洋開発の株式を一部譲渡し、同社が連結子会社から持分法適用会社となる[22]。

- 2022年（令和4年）
  - 1月11日 - 保有する四国ドックの全株式（持株比率49.5%）を日鮮海運に譲渡[23][24][25]
  - 9月27日 - IHI原動機の2ストローク舶用大型エンジン「WinGD」と4ストロークディーゼルエンジン「S.E.M.T Pielstick」のライセンス及びその付随事業の承継に関し最終合意[26]。
  - 10月3日 - 常石造船へ三井E&S造船の発行済株式の17％を追加譲渡。同社が連結子会社から持分法適用会社となる[27]。
- 2023年（令和5年）
  - 4月1日 -
    - 三井E&Sマシナリーを吸収合併。持株会社制を解消し、社名を株式会社三井E&Sに改称[28][29]。
    - IHI原動機の2ストローク舶用大型エンジン「WinGD」と4ストロークディーゼルエンジン「S.E.M.T Pielstick」のライセンス及びその付随事業を受け継いだ株式会社IPS相生の全株式を取得。社名を株式会社三井E&S DUに改称し、事業を継承[2][30]。

## 事業拠点

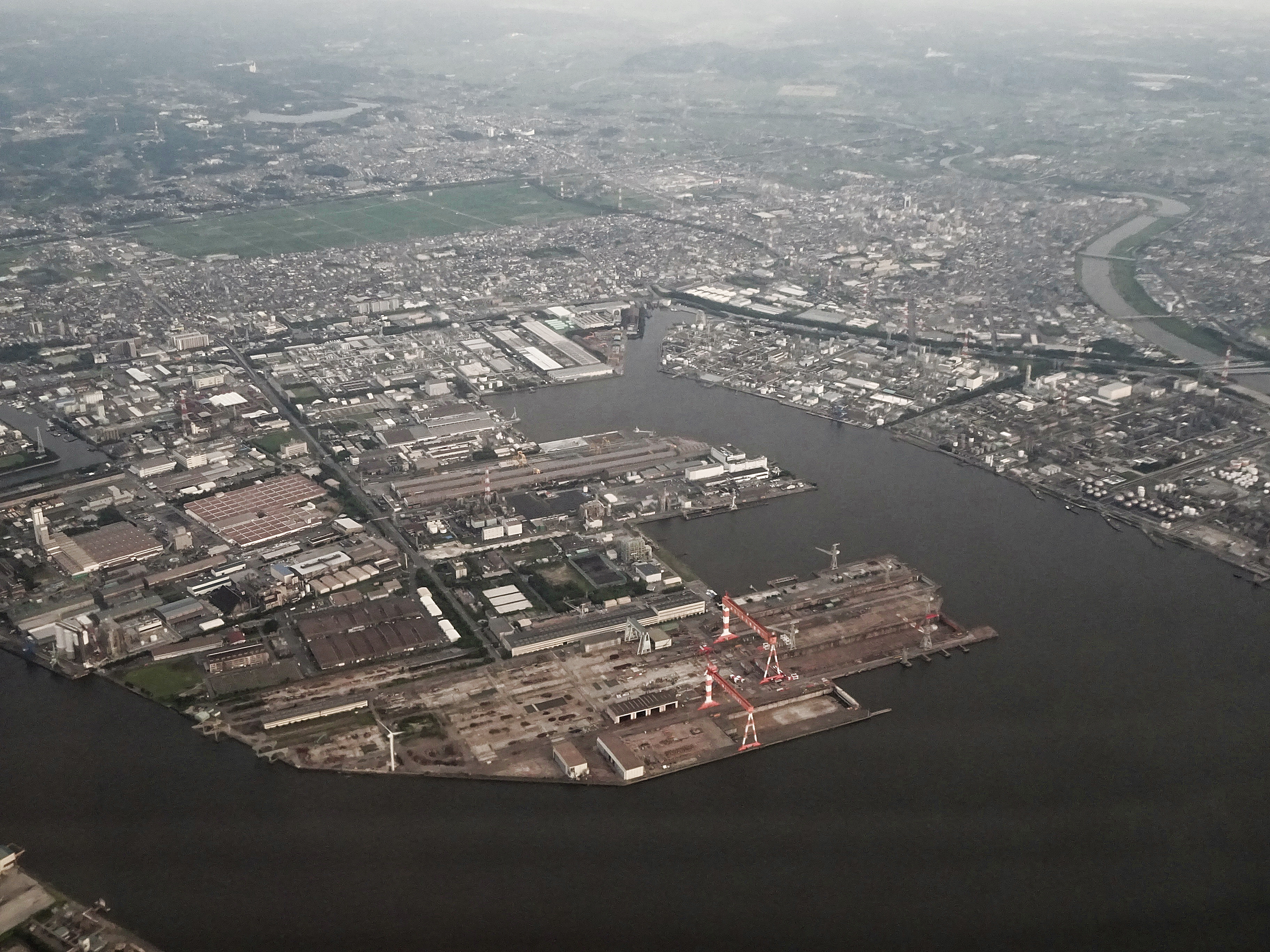
三井E&S 千葉工場を空撮（海岸側・2023年）

- 玉野工場 - 岡山県玉野市玉
- 千葉工場 - 千葉県市原市八幡海岸通
- 大分工場 - 大分県大分市日吉原

## 主な製品
株式会社三井E&S
- 産業機械
- 港湾物流システム
- 設計エンジニアリングサービス
- 船舶用エンジン

旧三井E&Sマシナリーの事業を中心とし、主力製品の港湾クレーンや船舶用エンジンは国内外で大きなシェアを占める。
大型船舶用エンジンでは国内シェア5割を担い2015年度には貨物船向けを中心に181基のエンジンを製造した。過去には1基10万馬力級の船舶用ディーゼルエンジンも製造していた時期もあるが、2016年時点で主力となっているエンジンは、シリンダー直径50cm、5-6気筒の1万5000-2万馬力のディーゼルエンジンである。2017-2019年に今治造船向けの11気筒10万馬力のエンジンを生産するために、35億円をかけて玉野事業所の5面加工機や自動溶接ラインやエンジンの試験運転設備を増強する。また舶用エンジンについては、IHI原動機より2ストローク舶用大型エンジン「WinGD」と4ストロークディーゼルエンジン「S.E.M.T Pielstick」の事業を継承し、子会社の三井E&S DUとして2023年4月1日より事業開始している。次世代燃料への取り組みに積極的でありLPG、LNG、メタノール炊きディーゼルエンジンは製造・就航済み、アンモニア・水素にも取り組んでおり、アンモニア炊きディーゼルエンジンは世界初号機が三井E&S造船が設計、常石造船が建造する商船三井向け貨物船に搭載される予定である。また舶用エンジンに関して経済安全保障法に基づく特定重要物資に指定されている。
三井海洋開発株式会社
- 海洋開発
  - FPSO（浮体式石油生産・貯蔵・積出設備） Kerr-McGee Global Producer III - 2005年（平成17年）竣工
  - 深海無人探査機「かいこう」 - 1995年（平成7年）竣工

## 過去の製品

### 艦艇
太平洋戦争中より艦艇建造に携わり、主に海防艦を建造、戦後も自衛艦の建造を行っていた。
大日本帝国海軍
- 海防艦
  - 占守（しむしゅ）型：占守（しむしゅ） - 石垣（いしがき）
  - 択捉（えとろふ）型：松輪（まつわ）- 壱岐（いき）- 若宮（わかみや）- 満珠（まんじゅ）
  - 鵜来（うくる）型 - 稲木（いなぎ） -羽節（はぶし） - 男鹿（おしか） - 金輪（かなわ） - 高根（たかね）
- 砲艦
  - 熱海（あたみ）型：熱海
  - 小鷹
- 水雷艇
  - 鴻（おおとり）型：雉（きじ）
- 掃海艇
  - 第一号型：第二号
  - 第五号型：第五号
  - 第七号型：第七号
  - 第十三号型：第十六号
  - 第十七号型：第十八号
- 駆潜艇
  - 第四号型：第八号 – 第十二号
  - 第十三号型：第十四号 – 第二十号
  - 第二十八号型：第三十号 – 第三十三号 – 第三十七号
- 敷設艇
  - 平島型敷設艇：澎湖（ほうこ） - 新井埼（にいざき）

大日本帝国陸軍
- 陸軍特殊船
  - 「摩耶山丸」 - 1942年（昭和17年）竣工[32]
  - 「玉津丸」 - 1944年（昭和19年）竣工[33]

海上自衛隊
- 護衛艦
  - いかづち型：DE-203 いなづま
  - あやなみ型：DD-106 しきなみ - DD-110 たかなみ
  - いすず型：DE-211 いすず
  - やまぐも型：DD-113 やまぐも
  - みねぐも型：DD-116 みねぐも
  - ちくご型：DE-215 ちくご - DE-217 みくま - DE-218 とかち - DE-219 いわせ  - DE-221 によど - DE-223 よしの - DE-225 のしろ
  - DE-226 いしかり
  - はつゆき型：はまゆきDD-126  - DD-131 せとゆき
  - あさぎり型：DD-152 やまぎり
  - あぶくま型：DE-229 あぶくま - DE-231 おおよど
  - むらさめ型：DD-102 はるさめ
  - あきづき型：DD-118 ふゆづき
  - もがみ型：FFM-2 くまの （建造中の2021年10月の三井E&S造船の艦艇事業の三菱重工業への譲渡に伴い造船作業も三菱重工マリタイムシステムズに承継された）
- 補給艦
  - ましゅう型：AOE-425 ましゅう
- 掃海母艦
  - うらが型：MST-464 ぶんご
- 潜水艦救難艦
  - ASR-403 ちはや
  - ASR-404 ちよだ
- 潜水艦救難母艦
  - AS-405 ちよだ
- 海洋観測艦
  - AGS-5106 しょうなん
- 音響測定艦
  - ひびき型：AOS-5201 ひびき - AOS-5202 はりま - AOS-5203 あき - AOS-5204 びんご
- 輸送艦
  - おおすみ型：LST-4001 おおすみ - LST-4002 しもきた

### 官公庁船
- 巡視船
- 測量船「昭洋」 - 1998年（平成10年）竣工、シップ・オブ・ザ・イヤー1998授賞
- 地球深部探査船「ちきゅう」（船体部分） - 2005年（平成17年）竣工
- 練習船
  - 深江丸(3代)（神戸商船大学） - （昭和62年）竣工
  - うしお丸（北海道大学） - （平成4年）竣工
  - 弓削丸(3代)（弓削商船高等専門学校） - （平成6年）竣工
  - 鳥羽丸(3代)（鳥羽商船高等専門学校） - （平成6年）竣工
  - 海鷹丸(4代)（東京水産大学） - （平成12年）竣工
  - 銀河丸(3代)（航海訓練所） - （平成16年）竣工
  - 豊潮丸(4代)（広島大学） - （平成18年）竣工
  - 大成丸(4代)（航海訓練所） - （平成26年）竣工
  - おしょろ丸(5代)（北海道大学） - （平成26年）竣工
- 漁業調査船
  - 開洋丸(2代)（水産庁） - （平成3年）竣工
  - 若鷹丸（水産庁東北区水産研究所） - （平成7年）竣工
- 海洋気象観測船
  - 啓風丸（気象庁） - （平成12年）竣工

### 商船
貨物船
- 「赤城山丸」 - 1924年（大正13年）竣工[34]。日本最初のディーゼル主機の商船
- 「太平丸」 - 1928年（昭和3年）竣工[35]
- 「空知丸」 - 1930年（昭和5年）竣工[35]。多号作戦参加輸送船中、唯一の残存船
- 「吾妻山丸」 - 1933年（昭和8年）竣工[36]。船舶改善助成施設適用船[37]
- 「天城山丸」 - 1933年（昭和8年）竣工[36]。船舶改善助成施設適用船[37]
- 「海平丸」 - 1934年（昭和9年）竣工[36]。船舶改善助成施設適用船[37]
- 「阿蘇山丸」 - 1934年（昭和9年）竣工[36]。船舶改善助成施設適用船[37]
- 「青葉山丸」 - 1935年（昭和10年）竣工[36]。船舶改善助成施設適用船[37]
- 「朝日山丸」 - 1935年（昭和10年）竣工[36]。船舶改善助成施設適用船[37]
- 「明石山丸」 - 1935年（昭和10年）竣工[36]。船舶改善助成施設適用船[37]
- 「かんべら丸」 - 1936年（昭和11年）竣工[38]。船舶改善助成施設適用船[37]
- 「神祥丸」 - 1936年（昭和11年）竣工[38]。船舶改善助成施設適用船[37]
- 「東京丸」 - 1936年（昭和11年）竣工[38]。船舶改善助成施設適用船[37]
- 「金城山丸」 - 1936年（昭和11年）竣工[38]
- 「有馬山丸」 - 1937年（昭和12年）竣工[38]。船舶改善助成施設適用船[37]
- 「浅香山丸」 - 1937年（昭和12年）竣工[38]
- 「熱田山丸」 - 1937年（昭和12年）竣工[39]
- 「淡路山丸」 - 1939年（昭和14年）竣工[39]。優秀船舶建造助成施設適用船[37]
- 「綾戸山丸」 - 1941年（昭和16年）竣工[40]
- 鉱石運搬船「ブラジル・マル」 - 2007年（平成19年）竣工、シップ・オブ・ザ・イヤー2007授賞
- LNG運搬船「グランド メレヤ」（モス球形タンク式） - 2008年（平成20年）竣工
- ばら積み貨物船「FATHER NEPTUNE」 - 2009年（平成21年）竣工
- ばら積み貨物船「CAPE GARLAND」 - 2009年（平成21年）竣工
- LNG運搬船「プテリ デリマ サツ」（メンブレンタンク式） - 2002年（平成14年）竣工

貨客船
- 「山西丸」 - 1931年（昭和6年）竣工[36]
- 「山東丸」 - 1931年（昭和6年）竣工[36]。太平洋戦争残存船の一隻
- 「波上丸」 - 1936年（昭和11年）竣工[38]
- 「浮島丸」 - 1937年（昭和12年）竣工[38]
- 「報國丸」 - 1940年（昭和15年）竣工[40]。優秀船舶建造助成施設適用船[37]
- 「愛國丸」 - 1941年（昭和16年）竣工[40]。優秀船舶建造助成施設適用船[37]
- 「護國丸」 - 1942年（昭和17年）竣工[32]。優秀船舶建造助成施設適用船[37]

タンカー
- 「音羽山丸」 - 1936年（昭和11年）竣工[38]
- 「御室山丸」 - 1936年（昭和11年）竣工[38]。船舶改善助成施設適用船[37]
- ULCC（大型タンカー)「ベルゲ・エンペラー」 - 1975年（昭和50年）竣工
- ULCC (大型タンカー)「ベルゲ・エンプレス」‐1976年（昭和51年）竣工　ベルゲ・エンペラーの姉妹艦
- VLCC (大型タンカー)「ベルゲ・ヘレネー」‐1976年（昭和51年）現在はFSOに改造された
- ULCC (大型タンカー)「ベルゲ・パイオニア」‐1980年（昭和55年）竣工
- ULCC (大型タンカー)「ベルゲ・エンタープライズ」‐1981年（昭和56年）竣工　ベルゲ・パイオニアの姉妹艦。現在はFSOに改造された
- VLCC（大型タンカー）「シヅキサン」 - 2009年（平成21年）竣工

旅客船
- 双胴船「ニューとびしま」 - 1989年（平成元年）竣工
- 双胴高速船「シーガル2」 - 1989年（平成元年）竣工
- 高速船「ソレイユ」 - 1991年（平成3年）竣工
- ホーバークラフト「はくちょう」-1969年（昭和44年）竣工
- ホーバークラフト「ほびー」-1971年（昭和46年）竣工
- ホーバークラフト「エンゼル」-1972年（昭和47年）竣工
- ホーバークラフト「かもめ」-1972年（昭和47年）竣工
- ホーバークラフト「蛟龍」-1972年（昭和47年）竣工
- ホーバークラフト「赤とんぼ」-1974年（昭和49年）竣工
- ホーバークラフト「とびうお」-1980年（昭和55年）竣工
- ホーバークラフト「しぐなす」-1975年（昭和50年）竣工
- ホーバークラフト「ドリームアクアマリン」-1990年（平成２年）竣工
- ホーバークラフト「ドリームエメラルド」-1991年（平成3年）竣工
- ホーバークラフト「ドリームルビー」-1995年（平成7年）竣工
- ホーバークラフト「ドリームサファイア」-2002年（平成14年）竣工

### 鉄道車両
戦前は、合併前の藤永田造船所敷津工場（大阪府大阪市住之江区）で鉄道車両の製造を行っていた時代があった。
太平洋戦争終結後、1946年（昭和21年）5月から政府が掲げた傾斜生産方式に応えるため、三井造船玉野造船所も一時的に鉄道車両製造に関わった。
三井鉱山（現・日本コークス工業）、三菱鉱業（現・三菱マテリアル）等から石炭車1,000両以上を受注・製造した。鉄道車両工事も行われ、運輸省（国鉄。旧・鉄道省）広島鉄道局（現・JR西日本広島支社）・大阪鉄道局（現・JR西日本近畿統括本部）、東京急行電鉄（大東急。現・東急株式会社）から相当量の発注があった。
製造例
- 東急デハ5400形→大東急分離後、京浜急行デハ400形（初代）

車体は造船部門で、機関は造機部門で製造を行った。
専門の車両工場の復旧が進められたため、1948年（昭和23年）をもって鉄道車両事業からは撤退した。なお旧藤永田も戦後は鉄道車両の生産をしていない。

### 戦時標準船
- 1B型：「白根山丸」、「花川丸」、「白金山丸」、「大敬丸」、「夏川丸」、「明隆丸」 - 1943年（昭和18年）および 1944年（昭和19年）竣工[33]
- 2A型：「安土山丸」、「天津山丸」、「加古川丸」、「勝川丸」、「大彰丸」、「大寿丸」、「飛鳥山丸」、「相模川丸」、「大博丸」、「荒尾山丸」、「辰城丸」、「那珂川丸」、「大郁丸」、「阿里山丸」、「大敏丸」、「第二宏山丸」、「明精丸」、「阿武隈川丸」、「弥彦丸」、「広長丸」、「英彦丸」、「第一大拓丸」、「向日丸」 - 1944年（昭和19年）および 1945年（昭和20年）竣工[43]
- 2A型（タンカー改装）：「大修丸」、「第十五多聞丸」、「延暦丸」、「阿蘇川丸」、「逢坂山丸」、「阿波川丸」、「牡鹿山丸」、「延慶丸」、「大暁丸」、「大江山丸」、「辰洋丸」 - 1944年（昭和19年）竣工[44]
- 2D型：「琴平山丸」 - 1945年（昭和20年）竣工[45]

## 諸問題
浜松市の西部清掃工場において、当時の三井造船の施工に起因する不具合があったとして訴訟に発展、約1億1千万円の損害賠償を命じる判決が出ている。